# Дисперсионно-упрочнённые материалы
Дисперсионно-упрочненные материалы (англ. dispersion-stregnthened materials) — композитные материалы, в связующий компонент которых (матрицу) включены армирующие элементы  в виде специально вводимых частиц (примесных или дисперсных фаз). Оптимальным образом подобранным распределением включений достигается значительное повышение прочности такого материала по сравнению с материалом матрицы.

## Описание
Дисперсионно-упрочненными называются материалы, сопротивление пластической деформации которых определяется торможением дислокаций на препятствиях в виде, как правило, наноразмерных частиц. Такие структуры получают различными способами — выделением наночастиц из пересыщенного твердого раствора (дисперсионно-твердеющие сплавы), методом порошковой металлургии, в том числе механическим легированием, методами внутреннего окисления и азотирования и др. Материал частицы выбирают из ряда наиболее стабильных соединений — оксидов, карбидов, нитридов и т.д.

## Разновидности

### Дисперсионно-упрочненные оксидами сплавы
Дисперсионно-упрочненные оксидами сплавы (en:Oxide dispersion-strengthened alloy (ODS)) используются при изготовлении работающих при высоких температурах лопаток турбин, трубок теплообменников, космических аппаратов и т.д. Чаще всего для этого используются ODS сплавы никеля. В ядерной энергетике используются ODS стали, как менее подверженные разбуханию под действием радиоактивности . ODS сплавы на основе платины используются в стекольной промышленности.
Преимущества и недостатки ODS сплавов
Преимущества:
- Могут быть подвергнуты механической обработке и обработке давлением.
- Образуют защитный окисный слой, который обладает свойствами "самозаживления".
- Этот окисный слой устойчив и имеет высокий коэффициент эмиссии.
- Могут использоваться в тонкостенных конструкциях (сандвич-панелях).
- Низкие эксплуатационные расходы.
- Низкая стоимость.

Недостатки:
- Более высокий коэффициент температурного расширения, чем у других материалов.
- Более высокая плотность.
- Низкая максимально допустимая температура.

### Дисперсионно-упрочненные полимерные композиты
Дисперсно-упрочненные полимерные композиты состоят из полимерной матрицы, в которой распределены частицы наполнителя размером от 0,01 до 0,1 мкм. В качестве полимерной матрицы в них используют эпоксидные смолы, полиметилметакрилат, полиэтиленгликоль, поливинилиденфторид, полиуретан,  полистирол, поликарбонат, поликапролактон, полиакрилонитрил, полибутадиен, сополимеры и другие жидкокристаллические полимеры.
В качестве нанонаполнителей для дисперсно-упрочненных полимерных композитов применяют:
- нанотрубки;
- фибриллы (многостенные нанотрубки с закрытыми концами);
- фуллерены;
- нанопластины (хлопья толщиной менее 5 нм). К нанопластинам, в частности, относятся наноглины - алюмосиликатные материалы с  пластинчатой структурой толщиной менее 1 нм и относительной длиной от 300 до 1500 нм;
- наночастицы и нанопорошки металлов и оксидов металлов.

Дисперсионно-упрочненные полимерные композиты имеют значительно более высокие модуль упругости и прочность, по сравнению с исходными полимерными материалами, при одновременном сохранении пластичности и отсутствии охрупчивания.